# 普里希布 (尼古拉耶夫州)
47°13′27″N 32°49′40″E / 47.22417°N 32.82778°E
普里希布（羅馬化：Pryshyb）是烏克蘭南部尼古拉耶夫州巴什坦卡區貝雷茲內胡瓦泰市鎮的村莊。該村始建於1837年，面積0.6平方公里，海拔高度11米，2001年人口432，人口密度每平方公里715.2人。